# Ваду-Добрій
Ваду-Добрій (рум. Vadu Dobrii) — село у повіті Хунедоара в Румунії. Входить до складу комуни Буніла.
Село розташоване на відстані 311 км на північний захід від Бухареста, 35 км на південний захід від Деви, 145 км на південний захід від Клуж-Напоки, 102 км на схід від Тімішоари.

## Населення
За даними перепису населення 2002 року у селі проживали 39 осіб, усі — румуни. Усі жителі села рідною мовою назвали румунську.